# アリソン・ヘイズ
アリソン・ヘイズ（Allison Hayes,  1930年3月6日 - 1977年2月27日）は、アメリカ合衆国の女優である。

## 来歴
1930年、ウェストバージニア州のチャールストンに生まれる。アイルランドとフランス系の家系だった。地元の高校を卒業後、ワシントン州にあるカトリック系の大学へ進学。1949年にはその容姿の良さから、ワシントンで開催されたミスコン『Miss District of Columbia』へも選出されている。1954年に『Francis Joins the WACS』というコメディ映画で映画デビュー。同年に『異教徒の旗印』へも出演し、ジャック・パランスらと共演を果たした。その後も、出演作品を増やしキャリアを構築。
1950年代後半にはB級映画などへも出演しており、中でも『妖怪巨大女』ではそのタイトルロールを好演。地球外生命体に遭遇してしまったがために身体が巨大化する主人公を喜々として演じている。同作品は興行的にも成功を収め、ポスター画家のレイノルド・ブラウンによる劇中の巨大化したヘイズが車を片手で持ちあげる姿が描かれた同作品の劇場用オリジナルポスターも様々な作品でパロディ化されるなどしている。映画以外でもテレビシリーズ等への出演作品も多く、生涯を通して女優としてのキャリアを全うした。

### 死去
1970年代中盤に白血病を患い、1977年2月27日にサンディエゴにある病院で死去した。但し、死因に関しては病気の痛みから薬を過剰摂取したための自殺によるものという見方もある。

## 出演作品

### 映画
- Francis Joins the WACS (1954)
- 異教徒の旗印 Sign of the Pagan (1954)
- So This Is Paris (1954)
- The Purple Mask (1955)
- 二重の危機 Double Jeopardy (1955)
- Chicago Syndicate (1955)
- 教会に鐘は鳴る Count Three and Pray (1955)
- The Steel Jungle (1956)
- 大襲撃 Mohawk (1956)
- 早射ち女拳銃 Gunslinger (1956)
- Zombies of Mora Tau (1957)
- 悪魔と魔女の世界 The Undead (1957)
- The Unearthly (1957)
- The Disembodied (1957)
- 妖怪巨大女 Attack of the 50 Foot Woman (1958)
- A Lust to Kill (1958)
- Wolf Dog (1958)
- Hong Kong Confidential (1958)
- Pier 5, Havana (1959)
- Counterplot (1959)
- 殺しを呼ぶ瞳 The Hypnotic Eye (1960)
- 殺意の報酬 The Hypnotic Eye (1960)
- The High Powered Rifle (1960)
- 這い回る手 The Crawling Hand (1963)
- 僕のベッドは花ざかり Who's Been Sleeping in My Bed? (1963)
- いかすぜ！この恋 Tickle Me (1965)

### テレビドラマ
- フォード・テレビジョン・シアター The Ford Television Theatre (1957)
- ザ・ミリオネア The Millionaire (1957)
- Tombstone Territory (1957, 1959, 1960)
- バット・マスターソン Bat Masterson (1958 - 1960)
- 私立探偵マイク・ハマー Mike Hammer (1958)
- The Rough Riders (1959)
- Captain David Grief (1959)
- 縮小人間ハンター World of Giants (1959)
- ローハイド Rawhide (1959)
- Markham (1959)
- アラスカンズ The Alaskans (1959)
- ショットガン・スレード Shotgun Slade (1959, 1960)
- 名探偵ダイヤモンド Richard Diamond, Private Detective (1960)
- 拳銃街道 Tales of Wells Fargo (1960)
- アンタッチャブル The Untouchables (1960)
- 私立探偵マイケル・シェーン Michael Shayne (1960)
- ペリー・メイスン Perry Mason (1960, 1962, 1965)
- アカプルコ Acapulco (1961)
- 危険を買う男ロビン・スコット The Case of the Dangerous Robin (1961)
- ララミー牧場 Laramie (1961)
- サーフサイド6 Surfside 6 (1961)
- リップコード Ripcord (1962)
- ハワイアン・アイ Hawaiian Eye (1962)
- おじさまはひとりもの Bachelor Father (1962)
- サンセット77 77 Sunset Strip (1962)
- クラフト・ミスエリー・シアター Kraft Mystery Theater (1962)
- ジェネラル・ホスピタル General Hospital (1962)
- FBIアメリカ連邦警察 F.B.I. (1966)
- アイアンホース Iron Horse (1967)
- マイペース二等兵 Gomer Pyle: USMC (1967)